# Daume
Daume (株式会社童夢, Kabushiki gaisha dômu) est un studio d'animation japonais fondé en 1986 sous le nom Studio Daume. L'entreprise change de nom pour l'actuel en mai 1993, et est située dans le quartier de Suginami, à Tōkyō et emploie 25 personnes en 2011. Elle s'est retiré en 2015 du métier de production d'animation.

## Productions

### Série TV
- D4 Princess (avr - sept 1999) (24 épisodes)
- I Love Bubu Chacha (avr - nov 1999) (26 épisodes)
- Monsieur est servi (avr - juin 2001) (12 épisodes)
- I Love Bubu Chacha S2 (mai - nov 2001) (26 épisodes)
- Onegai teacher (janv - mars 2002) (12 épisodes)
- Onegai twins (juil 2003 - oct 2003) (13 épisodes)
- Monsieur est servi S2 (avr - juin 2004) (12 épisodes)
- DearS (juil - sept 2004) (12 épisodes)
- Les Petites Fraises (juil - oct 2005) (12 épisodes)
- Tona-Gura! (juil - sept 2006) (13 épisodes)
- Yoake Mae yori Ruriiro na (oct - déc 2006) (12 épisodes)
- Minami-ke (oct - déc 2007) (13 épisodes)
- Shiki (juil - déc 2010) (22 épisodes)

### OVA
- Ichigeki Sacchu!! HoiHoi-san (1 OAV) (2004)
- Le Portrait de Petit Cossette (3 OAV) (2004)
- Les Petites Fraises OAV (5 OAV) (2007-2009)
- Koharu biyori (3 OAV) (2007-2008)